# Friedrich Weitz

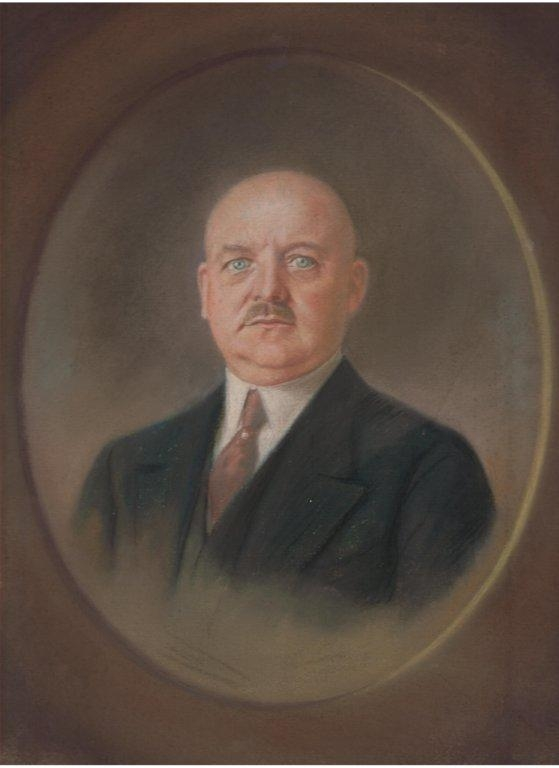
Friedrich Weitz

Friedrich Weitz (* 21. Juli 1865 in Pyrmont; † 15. Januar 1929 in Hannover) war ein deutscher Kaufmann.

## Familie
Seine Großeltern waren der Maurer- und Weißbindermeister Friedrich Wilhelm Weitz und Catharina Döll. 
Bei seinen Eltern handelte es sich um den Elfenbeinschnitzer und Glasgravierer Wilhelm Weitz (* 17. Oktober 1819 in Braunfels; † 6. Dezember 1906 in Bad Pyrmont) und (Hanne Dorothea) Luise Zeddies (1820–1899; ⚭ 1849 in Latferde). Sein Vater hatte 1848 im Kurort Bad Pyrmont ein Geschäft eröffnet und bot den Kurgästen feine Schnitzereien als Mitbringsel an. Da jeder Kurgast verpflichtet war, sein eigenes Brunnenglas zu benutzen, bot er zwei Jahre später auch gravierte Gläser an. Im Laufe der Zeit wandelte er sich vom Kunsthandwerker zum Händler. Ein Enkel des Vaters war der Internist Wilhelm Weitz.

## Leben
Friedrich Weitz eröffnete 1894 in der hannoverschen Georgstraße sein Spezialgeschäft Cristallerie Weitz für feine Glas- und Kristallwaren. 
Um 1900 ging er Verbindungen mit großen ausländischen Kristallfabriken und Porzellanmanufakturen ein und firmierte als Spezialgeschäft für Kristall, Glas und Porzellan. 
Wenig später eröffnete er, zum Teil mit Partnern, Niederlassungen in Hamburg (1904), Düsseldorf (1907), Köln, Kopenhagen (1910) sowie in Badeorten auf Norderney, in Westerland auf Sylt und Bad Nauheim. 
Sein Sohn Walter (* 20. November 1895; † 10. Oktober 1974) übernahm das Geschäft nach seinem Tod, führte es durch die Wirtschaftskrise und baute es nach der Zerstörung im Zweiten Weltkrieg bis 1950 am alten Standort wieder auf.